# 香港大專學界國際事務代表團
香港大專學界國際事務代表團（英語：Hong Kong Higher Institutions International Affairs Delegation），簡稱「HKIAD」或「學界代表團」，是在香港反對逃犯條例修訂草案運動期間由12所香港大專院校學生會成員共同成立的社會運動組織，成員包括張崑陽、邵嵐、彭家浩、方仲賢、蘇浚鋒等學生政治領袖，目的是透過公民外交方式，將香港反修例運動延伸至國際層面，在其他國家進行游說、演講和民間示威活動，喚起世界各地關注香港示威者的訴求。代表團在2020年6月30日港區國安法生效前夕宣佈解散。

## 歷史

### 成立
香港大專學界國際事務代表團於2019年7月26日宣佈成立，並由其中十名代表於香港大學學生會大樓召開記者會。代表團成立目的是希望透過公民外交方式將示威擴充至國際層面，喚起世界各地對五大訴求和反修例運動的關注和支持，以及推動各國通過《香港人權與民主法案》。該代表團獨立於香港專上學生聯會，但由於代表團未有註冊成為合法社團，因此沒有獨立銀行賬戶，資金寄存於學聯的銀行賬戶，代表團亦須定期提供工作匯報予各院校的時委會和評議會。而代表團的營運資金則是在英國網站gogetfunding.com上發行公開眾籌所得。

### 國際游說
2019年8月16日，香港大專學界國際事務代表團與我要攬炒團隊發起英美港盟主權在民集會:92，並邀請了黃之鋒、練乙錚和陳浩天等社運人士擔任嘉賓，目的是爭取國際社會對香港局勢的關注，包括促請英國政府宣佈中國單方面違反《中英聯合聲明》，以及促請美國通過《香港人權與民主法案》。代表團又在9月2日號召全港罷課，並在香港中文大學百萬大道舉行集會:22，最終有過萬人響應參與。
2019年9月3日，香港大專學界國際事務代表團出訪澳洲，與里察·迪納塔萊等澳洲聯邦參議員會面，並到墨爾本大學演說。成員之一的時任香港浸會大學學生會外務副會長梁兆玉在墨爾本機場入境時，一度遭執法人員截查，並要求她解鎖手機查閱，理由是懷疑她與香港的「暴動」（Riot）有關。梁在隨後接受澳洲廣播公司的訪問時表示對此感到憤怒，認為澳洲執法部門對香港反修例運動有政治立場，並試圖限制她的行動自由，感覺被刁難和針對。澳洲學者韓美敦亦表示對此「感到震驚」，形容扣查是「如恐怖份子般的對待」，並指梁受到這般對待使其對國家感到羞恥。澳洲邊境保護署隨後發表聲明指他們沒有針對香港旅客，只是隨機抽查行李及手機。
2019年9月9日，張崑陽、邵嵐和梁耀霆到訪英國，出席在西敏寺國會大樓舉行的「香港的未來：英國該做甚麼？」會議，促請英國儘快通過《香港人權法案》和給予香港人「第二公民」身份和居留權。翌日，代表團與前港督彭定康會面。張、邵、梁三人以及流亡社運人士黃台仰於9月13和14日轉到德國與來自五個政黨的國會議員會面，包括德國聯邦議院議員姬德·顏森、巴伐利亞州議員瑪格麗特·鮑斯、勃蘭登堡州議員馬丁·帕策爾特等人，討論《香港人權法案》和香港畢業生留德工作許可等議題。隨後代表團於9月16日到聯合國日內瓦辦事處發表演說講述香港面對的情況，並與聯合國人權理事會討論聯合國對香港警察被指使用過份武力等問題進行調查的可能性和程序。9月17日，代表團到美國國會山莊出席聽證會，並由張崑陽進行演說，探討香港人權問題以及即將通過的《香港人權及民主法案》。9月26日，代表團與時任美國副總統彭斯以及吉姆·麥克高文等美國國家安全委員會委員會面，爭取美方官員對《香港人權與民主法案》的支持。

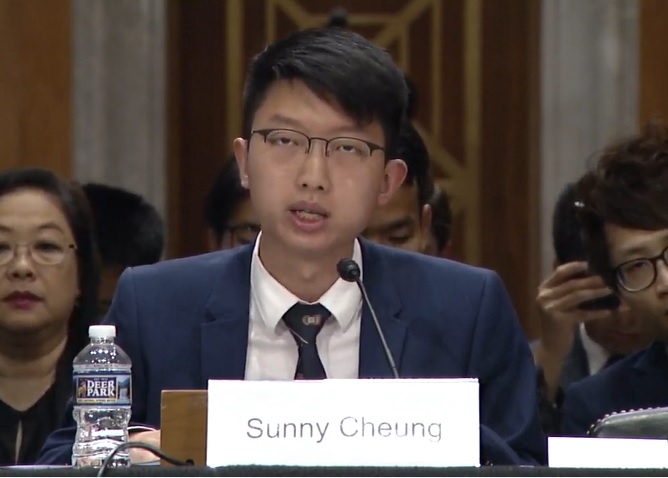
發言人張崑陽在美國國會山莊出席聽證會。

2019年10月初，香港大專學界國際事務代表團到台灣國立中山大學、暨南大學、國立政治大學等大學進行「憤怒之夏：香港人為何站出來」巡迴演講，分享有關反修例運動的資訊。10月15至19日，邵嵐等成員一同出訪到德國法蘭克福與萊因哈德·比蒂科夫等歐洲議會議員會面，討論香港人權問題的跟進措施 。
2019年11月7日，邵嵐接受德國之聲訪問，談及反修例運動中雙方使用的武力和缺乏具號召力的「大台」等問題，然而她的言論惹來不少批評，指其縱容違法和暴力行為。11月9日，香港大專學界國際事務代表團出訪台灣，與民進黨立委尤美女、民進黨黨團秘書長李俊俋等政客會面，主要討論香港難民法草案。
2019年12月2日，方仲賢、陳穎茵、梁耀霆、梁兆玉等代表團成員到訪台灣，與時代力量主席徐永明、人權律師童文薰等人會面，並在立法院召開記者會，呼籲台灣政府通過《難民法》，庇護受政治迫害的香港社運人士到台。隨後因方仲賢在社交網站上失言而惹來非議:79，方與張崑陽和呂天忻後於12月12日再度訪台接受訪問並公開道歉:79。12月12至17日，蘇浚鋒等代表團成員前往英國倫敦，到倫敦大學亞非學院進行學術會議和演說，分享反修例運動期間的見聞和談及英國國民（海外）護照平權問題。
2020年2月，香港大專學界國際事務代表團到訪烏克蘭首都基輔，與當地的學生領袖與社運人士會面。同年3月，代表團與香港眾志發起聯署行動，並向美國國務卿蓬佩奧發送公開信，促請美國在《香港人權法案》首次年度認證中要求港府落實全面民主化的進度以及制裁與反修例運動有關的中國和香港官員。該行動最終獲得15萬個簽名，社運人士李宇軒和朱牧民曾協助將制裁名單轉交給美國的參議員。同年6月初，邵嵐以香港大專學界國際事務代表團發言人身份加入對華政策跨國議會聯盟，成為目前唯一一位香港代表。

### 解散與後續發展
2020年6月30日，港區國安法生效前夕，發言人邵嵐宣佈退出代表團，避免因政治立場連累家人和好友。同日，兩所院校的學生會亦宣佈退出。香港大專學界國際事務代表團遂於當晚發表聲明宣佈解散，並由全體代表共同處理善後工作。解散後，其中四個有參與代表團事務的大學學生會相繼被校方拒絕承認，部份成員如前發言人張崑陽和邵嵐則流亡海外。
2022年，612人道支援基金的五位信託人被控「勾結外國勢力罪」，審訊中提到該基金會曾多次資助香港大專學界國際事務代表團到國外進行遊說，而代表團的目的是與他國議會成員交流和要求他國制裁港府官員，被指有支持外國勢力之嫌。

## 成員
香港大專學界國際事務代表團由香港大學、香港中文大學、香港理工大學、香港演藝學院、香港浸會大學、香港恒生大學、香港城市大學、香港教育大學、香港科技大學、嶺南大學、香港樹仁大學和香港公開大學十二所香港大專院校的學生會各派出兩名代表組成，並設有兩名發言人。
| 姓名   | 介紹 |
| ------ | --- |
| 張崑陽 | 發言人，前香港浸會大學學生會副會長，時任香港大學學生會評議會時事委員會委員，曾以香港大專學界國際事務代表團名義到美國、英國、澳洲、台灣等地進行遊說，推動香港人權與民主法案等立法工作。張於2019年12月18日與彭家浩一同退出代表團。 |
| 邵嵐   | 發言人，時任香港城市大學學生會臨時行政委員會署理外務副會長，曾以香港大專學界國際事務代表團名義到美國、英國、德國、瑞士、比利時等地進行演講和游說工作。                                                                           |
| 彭家浩 | 成員，時任香港大學學生會外務副會長。彭於2019年12月18日與張崑陽一同退出代表團。 |
| 方仲賢 | 成員，時任香港浸會大學學生會會長，曾在訪台後批評蔡英文等民進黨人是在吃「人血饅頭」而引起爭議。 |
| 蘇浚鋒 | 成員，時任香港中文大學學生會會長，曾與其他代表團成員到倫敦大學亞非學院發表演說。 |
| 呂天忻 | 成員，時任香港中文大學學生會外務副會長，曾以香港大專學界國際事務代表團名義到台灣與時代力量主席徐永明等政客會面。 |
| 左仲達 | 成員，時任香港科技大學學生會臨時幹事會幹事。 |
| 梁耀霆 | 成員，時任香港教育大學學生會臨時行政委員會會長，曾以香港大專學界國際事務代表團名義到美國、英國、德國、瑞士等地進行演講和游說工作。                                                                                               |
| 郭俊峰 | 成員，時任香港教育大學學生會臨時行政委員會幹事。 |
| 陳穎茵 | 成員，時任嶺南大學學生會會長，曾以香港大專學界國際事務代表團名義到台灣與時代力量主席徐永明等政客會面。 |
| 潘嘉傑 | 成員，時任嶺南大學學生會代表會時事委員會主席。 |
| 梁兆玉 | 成員，時任香港浸會大學學生會外務副會長，曾以香港大專學界國際事務代表團代表身份出訪澳洲。 |
| 周美芝 | 成員，時任香港理工大學學生會外務秘書。 |
| 李考軒 | 成員，時任香港理工大學學生會外務秘書。 |
| 梁煜星 | 成員，時任香港演藝學院學生會外務副主席。 |

## 爭議

### 眾籌款項用途不明
香港大專學界國際事務代表團於2019年9月27日發起眾籌計劃，目標籌集300萬，作為外訪經費以及支援本地示威活動，並在10月31日宣佈眾籌達標，亦稱會公開其財務報告，然而代表團直至解散仍未有公佈。此外，於2019年12月，有網民在網上公開了其財務報告的截圖，顯示代表團到台灣、澳洲等數次行程僅花了20萬，與籌款目標300萬相差甚遠，令部分捐款人士和網民質疑眾籌款項的用途以及對代表團不透明的財政狀況感到不滿。

### 方仲賢「人血饅頭論」外交風波
香港大專學界國際事務代表團成員、香港浸會大學學生會會長方仲賢於2019年12月8日出訪台灣後在Facebook發文批評台灣總統蔡英文日前表示拒絕設立《難民法》的言論，指民進黨無意救援受政治迫害的香港社運人士，只是想利用香港人的鮮血來換取台灣人的選票。言論引起部分港台網民不滿，台灣網民認為方的言論非常不尊重，且把其他國家的支援視作理所當然，直斥「台灣不欠香港甚麼」。
方於12月9日公開道歉，指他的貼文用詞失當，並承認自己錯判政治形勢，只是「救人心切」，沒有控制好情緒，並重申「對於台灣人關注香港反送中運動一直心存感激」，亦沒有認為台灣的援助是理所當然。香港大專學界國際事務代表團亦於翌日發表聲明致歉，重申台灣對香港示威運動的付出和貢獻有目共睹，希望台灣人民包容和諒解代表團的不足，並應團結抗爭。
蔡英文於12月10日回應指台灣一直支持香港的示威運動，期望香港能在未來享有民主自由，強調民進黨沒有消費香港示威者，只是目前未適宜立《難民法》。黑色島國青年陣線部長黃燕茹亦撰文回應，表示明白港人的焦慮和不滿，但台灣《難民法》和《香港澳門關係條例》自2016年起仍尚未正式完成立法，台灣當局亦很難因為香港的情況而繞過程序。
12月12日，方仲賢與張崑陽和呂天忻親自訪台接受訪問並公開道歉，以平息連日來的外交風波:79。

### 香港大學學生會評議會大比數通過退出代表團
2019年12月18日，在香港大學學生會評議會第八次常務會議上討論了兩位港大代表張崑陽和彭家浩的請辭以及香港大學是否退出香港大專學界國際事務代表團兩個議題。張以未有妥善監管財政報告和有成員失言造成外交風波或會影響港大學生會公信力為由而提出問責辭職，並以二十五票贊成、零票反對、一票棄權通過其請辭；彭則因獲選為區議員，為避免利益衝突而辭任代表團港大代表一職，並以二十四票贊成、零票反對、一票棄權通過。而評議會最終因代表團未有憲章或與各院校學生會確立關係，難以監察代表團，以及受外交風波、財政不透明等爭議影響，最終以二十七票贊成、三票反對、兩票棄權通過即時退出代表團。

### 親建制媒體誤報代表團成員
《文匯報》、《大公報》、中國評論通訊社等部份親中媒體曾多次報導前香港大學學生會會長葉芷琳為香港大專學界國際事務代表團成員。《文匯報》亦曾在早前誤指學生動源召集人鍾翰林為代表團成員，以及代表團僅由浸大、嶺大、教大的學生會組成。

## 外部連結
- 香港大專學界國際事務代表團官方網頁
- 香港大專學界國際事務代表團的Facebook專頁
- 香港大專學界國際事務代表團的Instagram帳戶
- 香港大專學界國際事務代表團的X（前Twitter）